# Emmanuel Kundé
Emmanuel Kundé pseudonim „Kidumu” (ur. 15 lipca 1956 w Ndom, zm. 16 maja 2025) – kameruński piłkarz, występował na pozycji obrońcy lub defensywnego pomocnika.

## Życiorys
Swoją klubową karierę kończył w sezonie 1988/1989, we francuskim klubie, Stade de Reims. Rozegrał 32 spotkania i 3 razy wpisał się na listę strzelców. Łącznie w lidze zaliczył 56 spotkań, w których strzelił 5 goli. W ojczyźnie grał w Canonie Jaunde, oraz Olympicu Mvolyé.
Ma na swoim koncie grę podczas dwóch mundiali. Na mistrzostwach świata w 1982 roku zagrał w 3 meczach, w każdym po pełne 90 minut. Kamerun zremisował wszystkie spotkania, z Peru i Polską 0:0, oraz z Włochami 1:1. Osiem lat później został powołany na mistrzostwa świata 1990, na których zagrał cztery mecze – inauguracyjny z Argentyną, później z Rumunią (zmieniony w 68 minucie przez Jean-Claude Pagala), z Rosją (zmieniony w 34 minucie przez Rogera Millę), aż w końcu w ćwierćfinale z Anglią. Kundé strzelił w tym meczu bramkę na 1:1, cały mecz Kamerun przegrał jednak 2:3 po dogrywce i musiał się żegnać z turniejem. Emmanuel reprezentował Nieposkromione Lwy podczas Pucharu Narodów Afryki 1988. Kamerun wygrał, w finale pokonując Nigerię, a Kundé zdobył zwycięską bramkę z rzutu karnego w 55 minucie.